# Biesowo
Biesowo [bjɛˈsɔvɔ] (tiếng Đức: Groß Bössau) là một ngôi làng thuộc khu hành chính của Gmina Biskupiec, thuộc huyện Olsztyński, Warmińsko-Mazurskie, ở miền bắc Ba Lan. Nó nằm khoảng 11 kilômét (7 mi) phía tây bắc Biskupiec và 31 km (19 mi) về phía đông bắc của thủ đô khu vực Olsztyn.